# Lavaca County
Lavaca County är ett administrativt område i delstaten Texas, USA, med 19 263 invånare (2010). Den administrativa huvudorten (County Seat) är Hallettsville.

## Geografi
Enligt United States Census Bureau så har countyt en total area på 2 512 km². 2 510 km² av den arean är land och 3 km² är vatten.

### Angränsande countyn
- Fayette County - norr
- Colorado County - nordost
- Jackson County - sydost
- Victoria County - söder
- DeWitt County - sydväst
- Gonzales County - nordväst